# Enes aruensis
Enes aruensis är en skalbaggsart som beskrevs av Stefan von Breuning 1959. Enes aruensis ingår i släktet Enes och familjen långhorningar. Inga underarter finns listade i Catalogue of Life.